# Луис (Мисисипи)
Луис (енгл. Louise) град је у америчкој савезној држави Мисисипи.

## Демографија
По попису из 2010. године број становника је 199, што је 116 (-36,8%) становника мање него 2000. године.
| Група             | 2000.       | 2010.       |
| Белци             | 138 (43,8%) | 113 (56,8%) |
| Афроамериканци    | 171 (54,3%) | 85 (42,7%)  |
| Азијати           | 5 (1,6%)    | 0 (0,0%)    |
| Хиспаноамериканци | 1 (0,3%)    | 1 (0,5%)    |
| Укупно            | 315         | 199         |